# First Division 1996-1997 (Irlanda)
La First Division 1996-1997 è stata la dodicesima stagione della seconda divisione del campionato irlandese di calcio. Vennero promosse le prime due squadre qualificate ovvero: il Kilkenny City A.F.C. e il Drogheda United F.C..

## First Division
| Pos. | Squadra               | Pt | G  | V  | N  | P  | GF | GS | DR  |
| ---- | --------------------- | -- | -- | -- | -- | -- | -- | -- | --- |
| 1    | Kilkenny City A.F.C.  | 55 | 27 | 15 | 10 | 2  | 47 | 20 | +27 |
| 2    | Drogheda United F.C.  | 44 | 27 | 12 | 8  | 7  | 44 | 27 | +17 |
| 3    | Waterford United F.C. | 44 | 27 | 12 | 8  | 7  | 41 | 28 | +13 |
| 4    | Athlone Town A.F.C.   | 37 | 27 | 10 | 7  | 10 | 40 | 39 | +1  |
| 5    | Cobh Ramblers F.C.    | 35 | 27 | 9  | 8  | 10 | 34 | 28 | +6  |
| 6    | Galway United F.C.    | 35 | 27 | 9  | 8  | 10 | 33 | 38 | -5  |
| 7    | Longford Town F.C.    | 34 | 27 | 7  | 13 | 7  | 31 | 38 | -7  |
| 8    | Monaghan United F.C.  | 30 | 27 | 7  | 9  | 11 | 30 | 46 | -16 |
| 9    | St Francis F.C.*      | 28 | 27 | 7  | 7  | 13 | 29 | 33 | -4  |
| 10   | Limerick F.C.         | 20 | 27 | 4  | 8  | 15 | 23 | 55 | -32 |

G = Partite giocate; V = Vittorie; N = Nulle/Pareggi; P = Perse; GF = Goal fatti; GS = Goal subiti; DR = Differenza reti;
'*'Prima dell'inizio della stagione il St James's Gate F.C. fu espulso dalla lega per problemi finanziari e il suo posto venne preso dal St Francis F.C..